# Уиггинс, Джош
Джош Уиггинс (англ. Josh Wiggins; род. 2 ноября 1998, Хьюстон, Техас) — американский актёр, сыгравший главные роли в нескольких фильмах.

## Биография
Родился 2 ноября 1998 года в Хьюстоне, штат Техас, в семье Стива и Дженнифер Уиггинсов. У актёра есть два старших брата: Джейкоб и Люк.
В 2014 году Уиггинс дебютировал в полнометражном кино, сыграв главную роль Джейкоба Уилсона в драме «Хулиган» (англ. Hellion) с Аароном Полом и Джульетт Льюис от режиссёра Кэт Кэндлер. Премьера фильма состоялась на кинофестивале «Сандэнс» 17 января 2014 года. Актёрская игра Уиггинса в фильме получила высокую оценку нескольких критиков.
Следующим (в том же 2014 году) стал фильм «Потерявшиеся на солнце» (англ. Lost in the Sun, в русском переводе «Опасный попутчик»), в котором Уиггинс снова получил главную роль. Его напарником по фильму выступил Джош Дюамель. Фильм представляет собой роуд-муви о совместном путешествии через Америку подростка Луиса (Уиггинс) и преступника Джона (Дюамель).
В 2015 году Уиггинс снялся в роли Джастина Уинкотта в приключенческой драме «Макс» с Томасом Хейденом Черчем и Робби Амеллом. Фильм, снятый Боазом Якиным, и посвящённый овчарке, которая, после участия в боевых действиях в Афганистане, находит свой новый дом в семье отвечавшего за неё солдата, был выпущен в американский прокат 26 июня 2015 года компанией Warner Bros. Pictures.
В 2016 году последовал фильм «Жестокие мечты» (англ. Mean Dreams), где Уггинс сыграл Джонаса Форда, сына бедного фермера, который влюбляется в дочь полицейского (Билл Пэкстон), проворачивающего сомнительные дела.
В 2017 году вышел фильм «Выходя» (англ. Walking Out), где подросток Дэвид (Уиггинс) вместе с отцом отправляются на опасную охоту в зимних лесах Монтаны. В 2018 году — канадский фильм о взрослении «Маленькие гиганты» (англ. Giant Little Ones), в котором затрагивается тема подростковой гомосексуальности, получивший высокие отзывы критиков. В нём Уиггинсу тоже досталась главная роль.
Таким образом, у актёра, которому в то время не было и 20 лет, сформировалась внушительная фильмография главных ролей и ролей первого плана (6), которые почти неизменно получали высокие отзывы. Тем не менее, почти все перечисленные фильмы относятс к категории независимого кино. Для многих из них («Опасный попутчик» («Потерявшиеся на солнце»), «Жестокие мечты», «Выходя») характерная даже общность атмосферы: все три представляют собой  напряжённые минималистические фильмы, с небольшим числом актёров, где действие разворачивается на фоне величественных пейзажей в приглушённых тонах. В отличие от актёров-ровесников, исполняющих главные роли в блокбастерах и сериалах, Джош Уиггинс никогда не получал широкой популярности у массового зрителя.
В 2020 году Уиггинс сыграл эпизодическую роль судового радиста в блокбастере «Грейхаунд», где должен был передавать сообщения капитана американского судна «Грейхаунд» Эрнста Краузе (Том Хэнкс). Кроме этого, Джоша Уиггинса можно увидеть в фильмах «Былые привычки» (англ. I Used to Go Here, 2020), «Свет от света» (англ. Light from Light, 2019) и «Холостяки» (англ. The Bachelors, 2017).

## Фильмография
| Год  |   | Русское название  | Оригинальное название | Роль            |
| ---- | - | ----------------- | --------------------- | --------------- |
| 2014 | ф | Хулиган           | Hellion               | Джейкоб Уилсон  |
| 2014 | ф | Опасный попутчик  | Lost in the Sun       | Луис            |
| 2015 | ф | Макс              | Max                   | Джастин Уинкотт |
| 2016 | ф | Жестокие мечты    | Mean Dreams           | Джонас Форд     |
| 2017 | ф | Выходя            | Walking Out           | Дэвид           |
| 2017 | ф | Холостяки         | The Bachelors         | Уэс             |
| 2018 | ф | Маленькие гиганты | Giant Little Ones     | Фрэнки Винтер   |
| 2019 | ф | Свет от света     | Light from Light      | Оуэн            |
| 2020 | ф | Былые привычки    | I Used to Go Here     | Хьюго           |
| 2020 | ф | Грейхаунд         | Greyhound             | Радист          |

## Награды и премии
- 2016: премия «Молодой актёр» в категории: лучший исполнитель главной роли в художественном фильме («Макс», номинация).

## Дальнейшее чтение
- M Smith, Nigel (June 13, 2014). The Indiewire Springboard: Teen Actor Josh Wiggins Tears Up the Screen in 'Hellion' Opposite Aaron Paul. IndieWire.com.
- Brown, Emma. Aaron Paul and Josh Wiggins Were Never Hellions. InterviewMagazine.com.
- Mathews, Dana (January 27, 2014). Josh Wiggins, Sundance's Big Breakout Star, Was Discovered on YouTube. TeenVogue.com.
- Bahr, Lindsey (January 17, 2014). Sundance 2014: The next Leonardo DiCaprio? Meet 'Hellion' breakout Josh Wiggins. EW.com.
- Debruge, Peter (January 18, 2014). Sundance Film Review: 'Hellion'. Variety.com.
- McCue, Michelle (June 22, 2015). Actor Josh Wiggins And Director Boaz Yakin Talk MAX Movie. WeAreMovieGeeks.com.
- McNary, Dave (June 24, 2015). Lauren Graham, Josh Wiggins Celebrate Military Dog Heroes at 'Max' Premiere. Variety.com.
- Pedersen, Erik (March 3, 2015). Warner Bros Shifts 'Max' To June; RLJ Entertainment Ups One Exec, Hires Another. Deadline.
- Flaster, Craig (March 26, 2014). Get 'Lost In The Sun' With Josh Duhamel: Exclusive Set Visit. MTV.